# Diocèse de Västerås
 (mars 2023).
Si vous disposez d'ouvrages ou d'articles de référence ou si vous connaissez des sites web de qualité traitant du thème abordé ici, merci de compléter l'article en donnant les références utiles à sa vérifiabilité et en les liant à la section « Notes et références ».
Le diocèse de Västerås est l'un des diocèses de l'Église luthérienne de Suède. Son siège épiscopal se situe à la cathédrale de Västerås.
Son territoire s'étend sur le situé sur les comtés de Dalécarlie, de Västmanland et le nord de celui d'Örebro.